# Обитатели
«Жители» (англ. Dwellers) — американский фильм ужасов режиссёра Дрю Фортье в жанре найденной плёнки. В США фильм вышел 1 июня 2021 года. Дата премьеры была перенесена из-за пандемии коронавируса.
Актёры, исполняющие главные роли, сыграли себя в качестве главных камео.

## Сюжет
Сюжет фильма базируется на съёмочной группе документального фильма, которая пропадает без вести, раскрыв всю правду о таинственных исчезновениях в сообществе бездомных.

## В ролях
- Дрю Фортье — Дрю
- Джеймс Л. Эдвардс — Джеймс
- Дуглас Эспер — Даг
- Рик Джермейн — детектив Дженкинс
- Митч Лафон — Митч Лафон
- Джеффри Хэтрикс — серьёзный бродяга
- Тереза Димео — канализационный бродяга
- Дэвид Эллефсон — Эллефсон
- Том Хазерт — Хазерт

## Критика
Фильм не удостоился внимания крупных кино агрегаторов и не получил широкую известность в странах СНГ, но достиг признание среди западных критиков фильмов ужасов. JoBlo.com отметил любовь авторов к жанру ужасов, и назвал фильм "хеви метал версией Ведьмы из Блэр".